# Trees of Light
Trees of Light från 2015 är ett musikalbum av Lena Willemark, Anders Jormin och Karin Nakagawa. Musiken rör sig i gränslandet mellan folkmusik och jazz. Trion har själva skrivit och arrangerat allt material.

## Låtlista
1. Krippainggler (Karin Nakagawa/Lena Willemark) – 8:43
2. Dröm (Anders Jormin/Lena Willemark) – 3:55
3. Jag står kvar (Lena Willemark) – 3:19
4. Urbanus (Lena Willemark) – 4:03
5. Hirajoshi (Anders Jormin) – 5:59
6. Minni (Lena Willemark) – 2:03
7. Ogadh dett (Anders Jormin/Lena Willemark) – 5:39
8. Lyöstraini (Lena Willemark) – 5:14
9. Slingerpolska (Lena Willemark) – 2:28
10. Uoruo (Lena Willemark) – 5:59
11. Lyösfridhn (Karin Nakagawa/Lena Willemark) – 4:49
12. Vilda vindar (Lena Willemark) – 4:27

## Medverkande
- Lena Willemark – sång, fiol, viola
- Anders Jormin – kontrabas
- Karin Nakagawa – 25-strängad koto

## Mottagande
Skivan fick ett gott mottagande när den kom ut med ett snitt på 4,2/5 baserat på nio recensioner.

## Listplaceringar
| Lista (2015) | Topplacering |
| ------------ | ------------ |
| Sverige      | 41           |